# Mandale (Carolina del Nord)
Mandale és una àrea no incorporada en el Comtat d'Alamance, Carolina del Nord, Estats Units. Es troba en la North Carolina Highway 87, al sud de Eli Whitney, i al nord-oest de Pittsboro. És a 243 milles de Washington D.C.